# Districte electoral de Torroella de Montgrí
El districte de Torroella de Montgrí fou una circumscripció electoral del Congrés dels Diputats utilitzada en les eleccions generals espanyoles entre 1871 i 1923. Es tractava d'un districte uninominal, ja que només era representat per un sol diputat.

## Àmbit geogràfic
El districte comprenia la part oriental del partit judicial de Girona i el nord del partit de la Bisbal. Englobava la conca del Ter fins a Sarrià de Ter i la conca del Terri fins a Serinyà, incloent Banyoles, però no Porqueres.

## Diputats electes
| Elecció | Elecció        | Diputat                            | Partit/Ideologia                       |
| ------- | -------------- | ---------------------------------- | -------------------------------------- |
|         | 1871           | Joan Vidal de Llobatera i Iglesias | Comunió Tradicionalista                |
|         | Abril 1872     | José López de Castilla             | Sense dades                            |
|         | Agost 1872     | Eusebi Corominas i Cornell         | Partit Republicà Democràtic Federal    |
|         | 1876           | Albert de Quintana i Combis        | Liberal                                |
|         | 1879           | Narcís Pagès i Prats               | Conservador                            |
|         | 1881           | Albert de Quintana i Combis        | Liberal                                |
|         | 1888 (parcial) | Pere Antoni Torres i Jordi         | Liberal                                |
|         | 1889 (parcial) | José Joaquín Herrero y Sánchez     | Liberal                                |
|         | 1891           | Robert Robert i Surís              | Conservador                            |
|         | 1893           | Pompeu de Quintana i Serra         | Conservador                            |
|         | 1898           | Joaquim Aldrich i de Pagès         | Liberal                                |
|         | 1901           | Robert Robert i Surís              | Conservador romerista                  |
|         | 1907 (parcial) | Josep Torras i Sampol              | Solidari                               |
|         | 1910           | Juli Fournier i Cuadros            | Conservador                            |
|         | 1914           | Gustau Peyra i Anglada             | Conservador maurista                   |
|         | 1918           | Juli Fournier i Cuadros            | Conservador                            |
|         | 1920           | Lluís Puig de la Bellacasa i Déu   | Lliga Regionalista                     |
|         | 1923           | Juli Fournier i Cuadros            | Unió Monàrquica Nacional (conservador) |

## Resultats electorals

### Dècada de 1920
| Eleccions generals del 29/04/1923 |                                        |                                  |        |      |
| Partit/Ideologia                  | Partit/Ideologia                       | Candidat                         | Vots   | %    |
|                                   | Unió Monàrquica Nacional (conservador) | Juli Fournier i Cuadros          | 4.349  | 50,2 |
|                                   | Lliga Regionalista                     | Lluís Puig de la Bellacasa i Déu | 4.268  | 49,2 |
|                                   | Altres                                 | Altres                           | 8      | 0,1  |
| Vots en blanc                     | Vots en blanc                          | Vots en blanc                    | 44     | 0,5  |
| Total                             | Total                                  | Total                            | 8.669  | 100  |
| Cens/participació                 | Cens/participació                      | Cens/participació                | 10.736 | 80,7 |

| Eleccions generals del 19/12/1920 |                          |                                  |        |      |
| Partit/Ideologia                  | Partit/Ideologia         | Candidat                         | Vots   | %    |
|                                   | Lliga Regionalista       | Lluís Puig de la Bellacasa i Déu | 3.985  | 49,8 |
|                                   | Unió Monàrquica Nacional | Juli Fournier i Cuadros          | 3.964  | 49,5 |
|                                   | Altres                   | Altres                           | 56     | 0,7  |
| Total                             | Total                    | Total                            | 8.005  | 100  |
| Cens/participació                 | Cens/participació        | Cens/participació                | 10.360 | 77,3 |

### Dècada de 1910
| Eleccions generals del 01/06/1919 |                          |                              |        |      |
| Partit/Ideologia                  | Partit/Ideologia         | Candidat                     | Vots   | %    |
|                                   | Unió Monàrquica Nacional | Juli Fournier i Cuadros      | 4.497  | 60,7 |
|                                   | Coalició republicana     | Lluís d'Ametller i Baquedano | 2.845  | 38,4 |
|                                   | Altres                   | Altres                       | 18     | 0,2  |
| Vots en blanc                     | Vots en blanc            | Vots en blanc                | 53     | 0,7  |
| Total                             | Total                    | Total                        | 7.413  | 100  |
| Cens/participació                 | Cens/participació        | Cens/participació            | 10.136 | 73,1 |

| Eleccions generals del 24/02/1918 |                      |                         |        |      |
| Partit/Ideologia                  | Partit/Ideologia     | Candidat                | Vots   | %    |
|                                   | Conservador          | Juli Fournier i Cuadros | 6.321  | 90,1 |
|                                   | Lliga Regionalista   | Gustau Peyra i Anglada  | 37     | 0,5  |
|                                   | Coalició d'esquerres | Pere Figueres           | 0      | 0,0  |
|                                   | Altres               | Altres                  | 398    | 5,7  |
| Vots en blanc                     | Vots en blanc        | Vots en blanc           | 246    | 3,5  |
| Vots nuls                         | Vots nuls            | Vots nuls               | 15     | 0,2  |
| Total                             | Total                | Total                   | 7.017  | 100  |
| Cens/participació                 | Cens/participació    | Cens/participació       | 10.427 | 67,3 |

| Eleccions generals del 08/03/1914 |                      |                              |        |      |
| Partit/Ideologia                  | Partit/Ideologia     | Candidat                     | Vots   | %    |
|                                   | Conservador maurista | Gustau Peyra i Anglada       | 3.163  | 37,7 |
|                                   | Conservador          | Juan Muñoz García Lomas      | 2.812  | 33,5 |
|                                   | Coalició republicana | Albert de Quintana i de León | 2.368  | 28,2 |
|                                   | Altres               | Altres                       | 3      | 0,0  |
| Vots en blanc                     | Vots en blanc        | Vots en blanc                | 39     | 0,5  |
| Vots nuls                         | Vots nuls            | Vots nuls                    | 6      | 0,1  |
| Total                             | Total                | Total                        | 8.391  | 100  |
| Cens/participació                 | Cens/participació    | Cens/participació            | 10.271 | 81,7 |

| Eleccions generals del 08/05/1910 |                                       |                         |        |      |
| Partit/Ideologia                  | Partit/Ideologia                      | Candidat                | Vots   | %    |
|                                   | Conservador                           | Juli Fournier i Cuadros | 6.760  | 83,4 |
|                                   | Republicà                             | Rodrigo Soriano         | 196    | 2,4  |
|                                   | Unió Federal Nacionalista Republicana | Josep Torras i Sampol   | 30     | 0,4  |
|                                   | Altres                                | Altres                  | 329    | 4,1  |
| Vots en blanc                     | Vots en blanc                         | Vots en blanc           | 786    | 9,7  |
| Total                             | Total                                 | Total                   | 8.101  | 100  |
| Cens/participació                 | Cens/participació                     | Cens/participació       | 10.533 | 76,9 |

### Dècada de 1900
| Elecció parcial del 04/08/1907 |                   |                       |        |      |
| Partit/Ideologia               | Partit/Ideologia  | Candidat              | Vots   | %    |
|                                | Solidari          | Josep Torras i Sampol | 4.752  | 98,8 |
|                                | Altres            | Altres                | 57     | 1,2  |
| Total                          | Total             | Total                 | 4.809  | 100  |
| Cens/participació              | Cens/participació | Cens/participació     | 10.521 | 45,7 |

| Eleccions generals del 21/04/1907 |                           |                       |        |      |
| Partit/Ideologia                  | Partit/Ideologia          | Candidat              | Vots   | %    |
|                                   | Conservador anti-solidari | Robert Robert i Surís | 3.805  | 52,1 |
|                                   | Republicà solidari        | [[]]                  | 3.469  | 47,5 |
|                                   | Altres                    | Altres                | 31     | 0,4  |
| Total                             | Total                     | Total                 | 7.305  | 100  |
| Cens/participació                 | Cens/participació         | Cens/participació     | 10.126 | 72,1 |

| Eleccions generals del 10/11/1905 |                    |                        |        |      |
| Partit/Ideologia                  | Partit/Ideologia   | Candidat               | Vots   | %    |
|                                   | Conservador        | Robert Robert i Surís  | 3.771  | 60,9 |
|                                   | Lliga Regionalista | Joan Ventosa i Calvell | 2.286  | 36,9 |
|                                   | Altres             | Altres                 | 129    | 2,1  |
| Vots en blanc                     | Vots en blanc      | Vots en blanc          | 5      | 0,1  |
| Total                             | Total              | Total                  | 6.191  | 100  |
| Cens/participació                 | Cens/participació  | Cens/participació      | 10.076 | 61,4 |

| Elecció parcial del 26/05/1903 |                   |                       |        |      |
| Partit/Ideologia               | Partit/Ideologia  | Candidat              | Vots   | %    |
|                                | Conservador       | Robert Robert i Surís | 4.703  | 61,6 |
|                                | Republicà         | Lluís Morote          | 2.666  | 34,9 |
| Vots nuls                      | Vots nuls         | Vots nuls             | 268    | 3,5  |
| Total                          | Total             | Total                 | 7.635  | 100  |
| Cens/participació              | Cens/participació | Cens/participació     | 10.037 | 76,1 |

| Eleccions generals del 19/05/1901 |                       |                        |        |      |
| Partit/Ideologia                  | Partit/Ideologia      | Candidat               | Vots   | %    |
|                                   | Conservador romerista | Robert Robert i Surís  | 4.361  | 67,3 |
|                                   | Republicà             | Josep Maria Serraclara | 2.106  | 32,5 |
| Vots en blanc                     | Vots en blanc         | Vots en blanc          | 38     | 0,6  |
| Total                             | Total                 | Total                  | 6.478  | 100  |
| Cens/participació                 | Cens/participació     | Cens/participació      | 10.007 | 64,7 |

### Dècada de 1890
| Eleccions generals del 16/04/1899 |                   |                            |       |      |
| Partit/Ideologia                  | Partit/Ideologia  | Candidat                   | Vots  | %    |
|                                   | Liberal           | Joaquim Aldrich i de Pagès | 3.841 | 58,0 |
|                                   | Altres            | Altres                     | 2.783 | 42,0 |
| Total                             | Total             | Total                      | 6.624 | 100  |
| Cens/participació                 | Cens/participació | Cens/participació          | 9.973 | 66,4 |

| Eleccions generals del 27/03/1898 |                   |                            |       |      |
| Partit/Ideologia                  | Partit/Ideologia  | Candidat                   | Vots  | %    |
|                                   | Liberal           | Joaquim Aldrich i de Pagès | 3.995 | 58,7 |
|                                   | Altres            | Altres                     | 2.813 | 41,3 |
| Total                             | Total             | Total                      | 6.808 | 100  |
| Cens/participació                 | Cens/participació | Cens/participació          | 9.796 | 69,5 |

| Eleccions generals del 12/04/1896 |                   |                            |       |      |
| Partit/Ideologia                  | Partit/Ideologia  | Candidat                   | Vots  | %    |
|                                   | Conservador       | Pompeu de Quintana i Serra | 5.712 | 99,8 |
|                                   | Altres            | Altres                     | 13    | 0,2  |
| Total                             | Total             | Total                      | 5.725 | 100  |
| Cens/participació                 | Cens/participació | Cens/participació          | 9.722 | 58,9 |

| Eleccions generals del 05/03/1893 |                   |                            |       |      |
| Partit/Ideologia                  | Partit/Ideologia  | Candidat                   | Vots  | %    |
|                                   | Conservador       | Pompeu de Quintana i Serra | 5.289 | 85,7 |
|                                   | Altres            | Altres                     | 883   | 14,3 |
| Total                             | Total             | Total                      | 6.172 | 100  |
| Cens/participació                 | Cens/participació | Cens/participació          | 9.673 | 63,8 |

| Eleccions generals del 01/02/1891 |                  |                       |       |
| Partit/Ideologia                  | Partit/Ideologia | Candidat              | Vots  |
|                                   | Conservador      | Robert Robert i Surís | 6.694 |

### Dècada de 1880
| Elecció parcial del 31/03/1889 |                  |                                |       |       |
| Partit/Ideologia               | Partit/Ideologia | Candidat                       | Vots  | %     |
|                                | Liberal          | José Joaquín Herrero y Sánchez | 1.297 | 100,0 |
| Total                          | Total            | Total                          | 1.297 | 100   |

| Elecció parcial del 15/04/1888 |                  |                            |       |      |
| Partit/Ideologia               | Partit/Ideologia | Candidat                   | Vots  | %    |
|                                | Liberal          | Pere Antoni Torres i Jordi | 1.032 | 99,8 |
|                                | Altres           | Altres                     | 2     | 0,2  |
| Total                          | Total            | Total                      | 1.034 | 100  |

| Eleccions generals del 04/04/1886 |                  |                             |       |      |
| Partit/Ideologia                  | Partit/Ideologia | Candidat                    | Vots  | %    |
|                                   | Liberal          | Albert de Quintana i Combis | 713   | 53,1 |
|                                   | Altres           | Altres                      | 630   | 46,9 |
| Total                             | Total            | Total                       | 1.343 | 100  |

| Eleccions generals del 27/04/1884 |                  |                             |       |      |
| Partit/Ideologia                  | Partit/Ideologia | Candidat                    | Vots  | %    |
|                                   | Liberal          | Albert de Quintana i Combis | 660   | 54,3 |
|                                   | Altres           | Altres                      | 555   | 45,7 |
| Total                             | Total            | Total                       | 1.215 | 100  |

| Elecció parcial del 26/03/1883 |                  |                             |       |      |
| Partit/Ideologia               | Partit/Ideologia | Candidat                    | Vots  | %    |
|                                | Liberal          | Albert de Quintana i Combis | 1.125 | 99,8 |
|                                | Altres           | Altres                      | 2     | 0,2  |
| Total                          | Total            | Total                       | 1.127 | 100  |

| Eleccions generals del 20/08/1881 |                  |                             |       |      |
| Partit/Ideologia                  | Partit/Ideologia | Candidat                    | Vots  | %    |
|                                   | Liberal          | Albert de Quintana i Combis | 792   | 62,4 |
|                                   | Altres           | Altres                      | 478   | 37,6 |
| Total                             | Total            | Total                       | 1.270 | 100  |

### Dècada de 1870
| Eleccions generals del 20/04/1879 |                   |                      |       |      |
| Partit/Ideologia                  | Partit/Ideologia  | Candidat             | Vots  | %    |
|                                   | Conservador       | Narcís Pagès i Prats | 721   | 62,9 |
|                                   | Altres            | Altres               | 425   | 37,1 |
| Total                             | Total             | Total                | 1.146 | 100  |
| Cens/participació                 | Cens/participació | Cens/participació    | 2.200 | 52,1 |

| Eleccions generals del 20/01/1876 |                  |                             |       |      |
| Partit/Ideologia                  | Partit/Ideologia | Candidat                    | Vots  | %    |
|                                   | Liberal          | Albert de Quintana i Combis | 3.889 | 87,1 |
|                                   | Altres           | Altres                      | 576   | 12,9 |
| Total                             | Total            | Total                       | 4.465 | 100  |

| Eleccions generals del 10/05/1873 |                                     |                            |        |      |
| Partit/Ideologia                  | Partit/Ideologia                    | Candidat                   | Vots   | %    |
|                                   | Partit Republicà Democràtic Federal | Eusebi Corominas i Cornell | 2.443  | 93,6 |
|                                   | Altres                              | Altres                     | 166    | 6,4  |
| Total                             | Total                               | Total                      | 2.609  | 100  |
| Cens/participació                 | Cens/participació                   | Cens/participació          | 12.093 | 21,6 |

| Eleccions generals del 24/08/1872 |                                     |                            |        |      |
| Partit/Ideologia                  | Partit/Ideologia                    | Candidat                   | Vots   | %    |
|                                   | Partit Republicà Democràtic Federal | Eusebi Corominas i Cornell | 1.546  | 99,9 |
|                                   | Altres                              | Altres                     | 1      | 0,1  |
| Total                             | Total                               | Total                      | 1.547  | 100  |
| Cens/participació                 | Cens/participació                   | Cens/participació          | 10.423 | 14,8 |

| Eleccions generals del 03/04/1872 |                   |                        |        |      |
| Partit/Ideologia                  | Partit/Ideologia  | Candidat               | Vots   | %    |
|                                   | Sense dades       | José López de Castilla | 4.086  | 60,3 |
|                                   | Altres            | Altres                 | 2.685  | 39,7 |
| Total                             | Total             | Total                  | 6.771  | 100  |
| Cens/participació                 | Cens/participació | Cens/participació      | 10.423 | 65,0 |

| Eleccions generals del 08/03/1871 |                         |                                       |       |      |
| Partit/Ideologia                  | Partit/Ideologia        | Candidat                              | Vots  | %    |
|                                   | Comunió Tradicionalista | Joan de Vidal de Llobatera i Iglesias | 3.192 | 43,7 |
|                                   | Altres                  | Altres                                | 4.113 | 56,3 |
| Total                             | Total                   | Total                                 | 7.305 | 100  |